# Beleg van Hulst (1596)

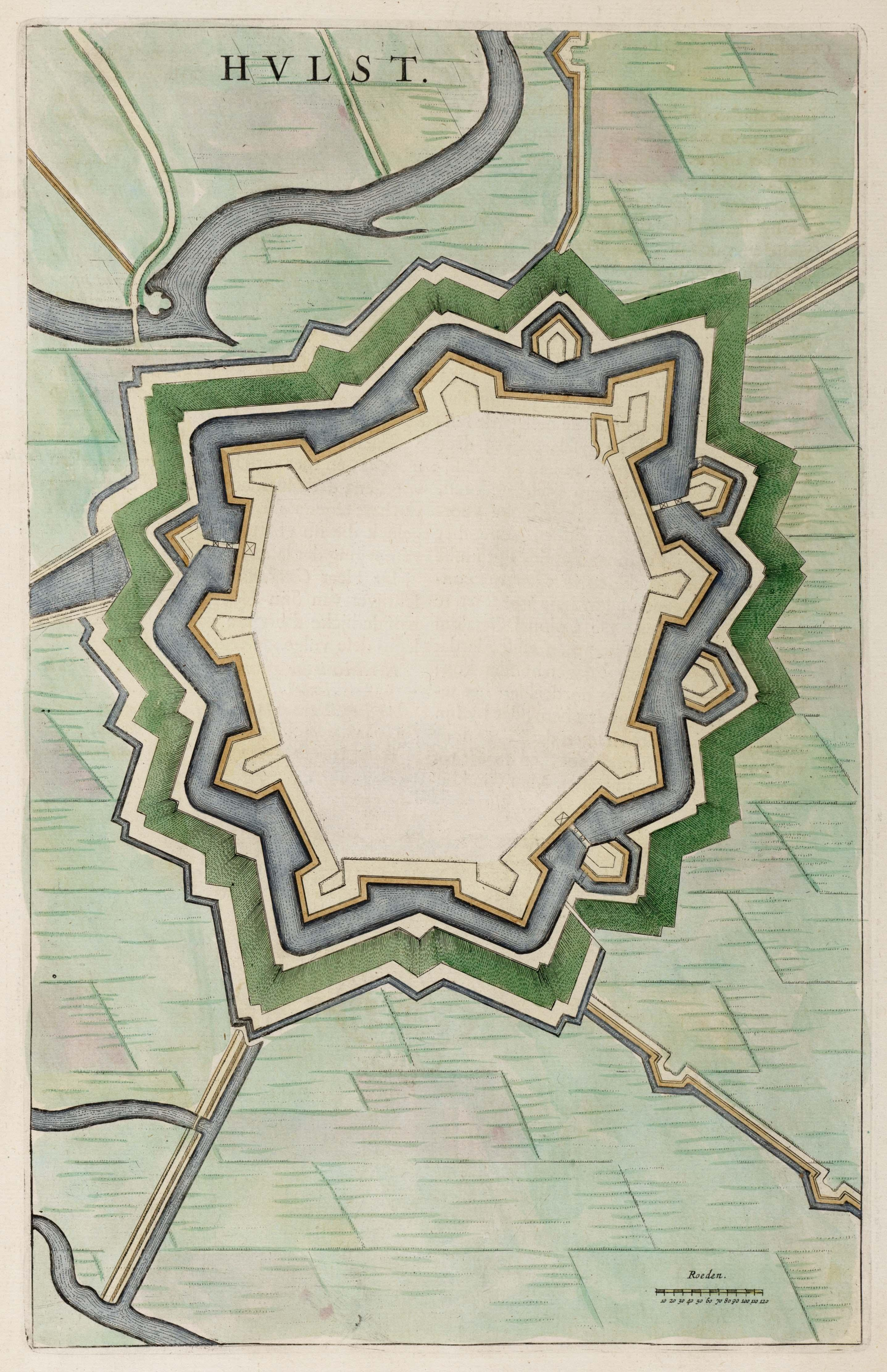
Weergave van de versterkingen van Hulst (Atlas van Loon).

Het Beleg van Hulst in 1596 was een belegering van de stad Hulst tijdens de Tachtigjarige Oorlog door koninklijke 'Spaanse' troepen die onder leiding stonden van Albertus van Oostenrijk. Na een korte belegering, tijdens welke Maurits van Nassau, de latere prins van Oranje, samen met Willem Lodewijk van Nassau-Dillenburg, nog een onsuccesvolle ontzettingsaanval uitvoerde, viel de stad op 18 augustus 1596 in Spaanse handen.

## Aanloop
In de jaren 1590 tot en met 1594 had de Republiek der Verenigde Nederlanden grote militaire successen behaald en haar grondgebied ver uitgebreid. Dit gebeurde met name onder leiding van Maurits. In 1595 had hij een veldtocht door het oosten van de Nederlanden willen maken om de koninklijke troepen uit alle steden boven de Rijn te verdrijven. Echter bij zijn eerste beleg van die veldtocht, het Beleg van Groenlo kwam Cristóbal de Mondragón met een ontzettingsleger, waarna Maurits het beleg opbrak. Ook het daarop volgende jaar 1596 begon voor de Republiek slecht. Ze verloor de belangrijke havenplaats Calais aan Spanje na het Beleg van Calais, doordat Albertus van Oostenrijk aan een opmars was begonnen. Maurits kon vervolgens een beleg van Oostende voorkomen, door deze stad op tijd te versterken. Hij was met de Staatse troepen gelegerd in Hulst, toen Albertus in Antwerpen de Schelde overstak. Albertus gebruikte dezelfde list als tijdens de inname van Calais door de schijn op te wekken dat hij Breda wou innemen. De verwachting was dat Albertus Brabant in zou trekken en daar Bergen op Zoom of Breda zou gaan belegeren, daarom trok Maurits met zijn leger naar Brabant.

## Belegering en nasleep
Albertus had echter maar een klein gedeelte van zijn leger de Schelde over laten trekken en trok met het hoofdleger op naar Hulst, dat hij daarna gemakkelijk kon omsingelen. Hulst was een strategische plaats aan de Schelde en Maurits had het sinds het beleg in 1591 grootschalig laten versterken. De Republiek hoopte op een lang beleg, waarna de Spanjaarden vol schande zouden moeten terugtrekken. Vanwege de tactische zet van Albertus, raakte het gewest Holland in paniek, waardoor het een geldbedrag voorschoot om 2000 soldaten te werven en daarnaast nog 4000 soldaten liet overkomen uit Engeland. Toen Maurits samen met Willem Lodewijk weer bij Hulst arriveerde, verzocht de burgemeester graaf Von Solms hem de stad te mogen overgeven. Maurits deed echter eerst nog een poging de stad te ontzetten, maar die mislukte. Zelfs de Spanjaarden waren verrast dat de stad zich over wilde geven. De stad gaf zich op 18 augustus 1596 over. Met name Zeeland was ontstemd over de gemakkelijke overgave van Hulst. De stad zou hierna nog tot 1645 in Spaanse handen blijven.
De Republiek was bang voor een belegering van de steden Axel en Biervliet. Albertus had echter niet meer voldoende troepen om zijn opmars door te zetten en de Republiek kwam hiervan op de hoogte door middel van het onderscheppen van een brief aan de Spaanse koning Filips II. Maurits leed een nederlaag bij Hulst, maar het jaar erop voerde hij een succesvolle veldtocht uit in het oosten van de Nederlanden.